# Adrien Garel
Adrien Garel (Bagneux, 12 maart 1996) is een Frans voormalig baan- en wegwielrenner die laatstelijk voor B&B Hotels-Vital Concept p/b KTM uitkwam.

## Carrière
In 2017 nam Garel deel aan de Ronde van de Toekomst, waarin hij in de achtste etappe opgaf. Datzelfde jaar werd hij Europees kampioen scratch. In 2018 werd hij prof bij Vital Concept Cycling Club. In 2021 werd hij weer amateurwielrenner.

## Baanwielrennen

### Palmares
| Jaar     | NK                                                | EK       | WK       | Overig   |
| Junioren | Junioren                                          | Junioren | Junioren | Junioren |
| -------- | ------------------------------------------------- | -------- | -------- | -------- |
| 2013     | Ploegenachtervolging                              |          |          |          |
| 2014     | Ploegkoers · Ploegenachtervolging · Achtervolging |          |          |          |
| Beloften |                                                   |          |          |          |
| 2017     |                                                   | Omnium   |          |          |
| Elite    |                                                   |          |          |          |
| 2015     | Ploegenachtervolging                              |          |          |          |
| 2016     | Ploegenachtervolging                              |          |          |          |
| 2017     |                                                   | Scratch  |          |          |

## Wegwielrennen

### Resultaten in voornaamste wedstrijden
| Jaar | Ronde van Vlaanderen | Parijs-Roubaix | E3 Harelbeke | Parijs-Tours |
| ---- | -------------------- | -------------- | ------------ | ------------ |
| 2018 |                      | opgave         | opgave       |              |
| 2019 | opgave               |                |              | opgave       |
| 2020 |                      |                |              | opgave       |

## Ploegen
2018 –  Vital Concept Cycling Club
2019 –  Vital Concept-B&B Hotels
2020 –  B&B Hotels-Vital Concept p/b KTM
Bagot · Boeckmans · Coquard · Corbel · Courteille · De Backer · Ermenault · Fournier · Garel · Lammertink · Le Bon · Lecroq · Manzin · Morice · Mottier · Müller · Pacher · Reza · Turgis · Van Genechten